# Thảm tường Jagiellon

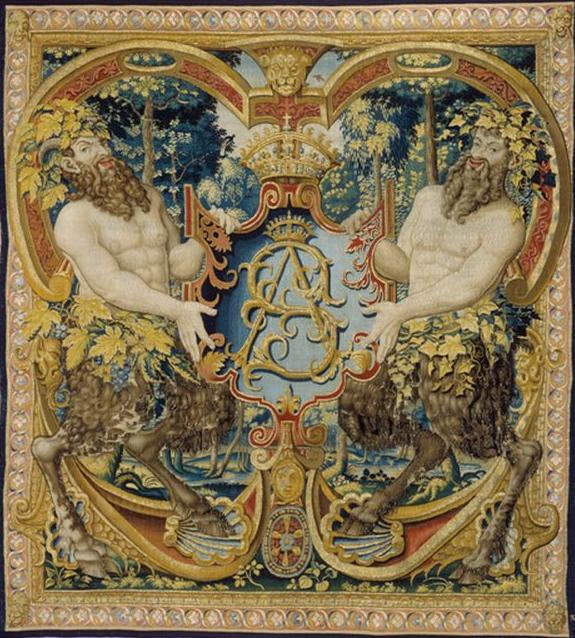
Tapestry with shield-bearing satyrs and monogram SA of king Sigismund Augustus, ca. 1555.

Thảm tường Jagiellon là một tập hợp các tấm thảm được dệt ở Hà Lan và Flanders, ban đầu bao gồm 365 mảnh được người Jagiellon dệt để trang trí nội thất của lâu đài hoàng gia Wawel. Nó còn được gọi là Wawel arrasses, vì phần lớn các tấm thảm này được bảo quản thuộc quyền sở hữu của Bảo tàng Lâu đài Wawel và thành phố của Pháp Arras là một trung tâm lớn về sản xuất loại trang trí tường này vào đầu thế kỷ 16.. Bộ sưu tập này trở thành tài sản nhà nước của Vương quốc Anh theo ý nguyện của Zygmunt II của Ba Lan.